# Yvonne Schnock
Yvonne Schnock (München, 26. kolovoza 1983.) je hrvatska alpska skijašica koja je ranije nastupala i pod zastavom Njemačke.
Počela je skijati sa 7 godina. Pobijedila je s 12 godina na Prvenstvu Njemačke. Nastupala je u FIS utrkama. Bila je članica njemačke skijaške reprezentacije, ali je 2002. prebačena u nižu kategoriju, zbog brojnih ozljeda. Operirana je desetak puta. Budući da joj je majka iz Kutine, uz pomoć Vedrana Pavleka, prešla je u hrvatsku skijašku reprezentaciju, nakon što je postigla potreban broj bodova u FIS utrkama. U sezoni 2002./2003. osvojila je 35 FIS bodova. Pobijedila je na Prvenstvu Velike Britanije za juniore u slalomu, 6. travnja 2003., a bila je dva puta treća na Prvenstvu Hrvatske iste godine u disciplinama veleslalom i super-veleslalom. Sezonu 2003./'04. propustila je, zbog ozljede desne noge. Pobjednica je Europskog kupa u street slalomu 2004. Debitirala je u Svjetskom skijaškom kupu, 29. prosinca 2005. u Lienzu u Austriji. Ostvarila je olimpijsku normu i u medijima je objavljeno, da je u ekipi putnika za ZOI u Torinu 2006. Međutim, nije mogla nastupiti, jer je Hrvatska imala kvotu od četiri skijašice u jednoj disciplini, a ona je bila peta po rezultatima u slalomu i veleslalomu, iza Janice Kostelić, Ane Jelušić, Nike Fleiss i Mateje Ferk. Ispala je iz hrvatske skijaške reprezentacije 2006., zbog smanjivanja proračuna, nakon odlaska Janice Kostelić. Nakon dobrih rezultata u FIS utrkama, nastupila je ponovno za reprezentaciju, na Svjetskom skijaškom prvenstvu u Äreu 2007. u slalomu. Startala je s pedesetog mjesta u prvoj vožnji, ali nije uspjela završiti vožnju. Yvonninom zaslugom, u rujnu 2007. u Opatiji održalo se finale Europskog kupa u „Inline-Alpin“ street slalomu (IAEC Inline slalom Europa cup finals).

## Ulični slalom
Naziva se Inline slalom, Street slalom ili Inline-Alpin. Spada pod rolanje kao verzija skijaških alpskih disciplina. Nakon njezine prve ozbiljnije ozljede, s 12 godina, otac Wilhelm joj je izmislio i patentirao slalom kolce za cestu, da bi Yvonne mogla nastaviti trenirati skijanje na rolama. Naime, doktori su joj zabranili skijati, ali nisu joj zabranili rolati. 
To joj je pomoglo održati kondiciju i koordinaciju. Kasnije se sport razvio do te mjere da postoje Europski i Svjetski kup. Krovna organizacija je IAEC.

## Važniji rezultati
- 12. prosinca 2006. FIS-ova utrka slaloma u Pitztalu - 1. mjesto
- 4. veljače 2006. FIS-ova utrka slaloma u Soerenbergu - 2. mjesto
- 9. siječnja 2005. FIS-ova utrka slaloma u Ostinu - 3. mjesto
- 29. siječnja 2005. FIS-ova utrka slaloma na Sljemenu - 3. mjesto